# Pieter Kasteleyn
Pieter William (Piet) Kasteleyn (Leiden, 12 oktober 1924 – aldaar, 16 januari 1996) was een Nederlands natuurkundige, bekend van zijn bijdragen op het gebied van de statistische mechanica.

## Biografie
De in Leiden geboren en getogen Kasteleyn behaalde in 1942 zijn einddiploma aan het Stedelijk Gymnasium Leiden. Omdat hij weigerde de zogenaamde loyaliteitsverklaring te tekenen, mocht hij niet studeren aan een universiteit. In plaats daarvan studeerde hij kortstondig scheikunde in Amsterdam, maar het grootste deel van de oorlogsjaren verbleef hij aan de chemische analistenschool in Leiden.
Na de bevrijding van Nederland kon hij alsnog natuurkunde studeren aan de Universiteit Leiden. Beïnvloed door Hendrik Kramers richtte hij zich op de theoretische natuurkunde. In 1951 behaalde Kasteleyn zijn doctoraalexamen en promoveerde vijf jaar later onder Sybren de Groot en Luitzen Johannes Oosterhoff.
Na zijn promotie was Kasteleyn werkzaam bij de Koninklijke Shell, waar hij onderzoeker was in het Shell-laboratorium in Amsterdam. In 1963 werd hij benoemd tot hoogleraar in de theoretische fysica aan de Universiteit Leiden, een functie die hij tot aan zijn emeritaat in 1985 zou vervullen. In 1979 werd hij gekozen tot lid van de Koninklijke Nederlandse Akademie van Wetenschappen (KNAW).

## Onderzoek
Tijdens zijn onderzoek naar het aantal manieren waarop een tweedimensionaal rooster gevuld kan worden met dimeren ontdekte hij, onafhankelijk van Michael E. Fisher en Harold Temperley, het Fisher-Kasteleyn-Temperley-algoritme.
Samen de Nederlandse wiskundige Cees Fortuin ontwikkelde hij het random-clustermodel, een model dat zeer uiteenlopende verschijnselen verenigt zoals lineaire netwerken, percolatie en verschillende vormen van magnetisme. Dit vormde de basis van de Fortuin-Kasteleyn-Ginibre (FKG)-ongelijkheden.
- Biografisch Portaal: 61268741
- Gemeinsame Normdatei: 1146853416
- International Standard Name Identifier: 0000 0003 9128 7213
- Mathematics Genealogy Project: 106257
- Nederlandse Thesaurus van Auteursnamen: 074427709
- Virtual International Authority File: 285112880
- WorldCat: E39PBJrGthCkcY9bTk9jCmHwG3